# Carrera de Benavente
La denominada Carrera de Benavente (también llamada Batalla de Benavente) fue un episodio de la Guerra de la Independencia Española (1808-1814) ocurrido en las cercanías de la localidad zamorana de Benavente. Aunque la ocupación de las tropas francesas se prolongó durante varios años, la repercusión de esta batalla se centra en noviembre de 1808, comienzos del año siguiente, cuando el británico John Moore decide retirar las tropas en dirección a La Coruña (lugar donde fallece en enero de 1809). La denominación carrera de Benavente corresponde a la historiografía francesa. Las tropas británicas, al retirarse precipitadamente hacia La Coruña, inician actos de pillaje contra la población de los valles que pronto se verían parados por los oficiales. La carrera tendría su fin en el enfrentamiento de Elviña en las cercanías de la ciudad. Uno de los eventos militares más relevantes fue la captura por los británicos del general francés Charles Lefebvre-Desnouettes. 

## Historia
El general Moore tenía como misión concentrar las fuerzas de su ejército, para lo cual desde el puerto de Lisboa avanzó sucesivamente por Almeida, pasando a territorio español por Ciudad Rodrigo y finalmente Salamanca, ciudad donde estableció su cuartel general. El 4 de diciembre de 1808, día en el que se produce la toma de Madrid por las tropas francesas, se le unió la división de Hope, con la caballería y la artillería, mientras David Baird concentraba sus tropas en los alrededores de Astorga. La confusión reinante hace que Moore no se percate de la situación de la capitulación hasta el día 10. El día 12 inicia movimientos de tropas, saliendo de Salamanca hacia Zamora, Toro, Tordesillas y Valladolid. Finalmente se dirige a Sahagún en busca de las tropas del mariscal Jean de Dieu Soult.

### Maniobra de retirada
Durante la maniobra, el día 23 es informado del avance de un grueso de tropas al mando del mismo Napoleón procedente de Madrid, que se dirigía a lo largo del eje de la carretera de La Coruña. De inmediato ordena la retirada a Astorga y La Coruña, lugar donde se ve obligado a presentar batalla en la batalla de Elviña. Durante el transcurso de este combate, John Moore fallece a causa de un proyectil de cañón. El avance de Napoleón el día 22 a lo largo de la Carretera de La Coruña alerta a Moore del tamaño del ejército: se compone de 32 000 infantes y 8000 de caballería. Cuando el día 23 es informado del avance, decide iniciar la retirada, pero realiza escaramuzas con la caballería con el objeto de hacer creer a Soult un ataque inminente, justo cuando se dispone a lo contrario. El plan es dividir sus tropas en dos frentes. Uno se dirige a Valencia de Don Juan (en la provincia de León) y el otro a Benavente. El día 24, cuando las fuerzas francesas logran entrar en Tordesillas, las tropas inglesas empiezan su movimiento hacia La Coruña.

### Cruce del río Esla
Cruzar el río Esla garantiza las comunicaciones al ejército inglés con todas sus tropas en Galicia. Moore pide a las fuerzas españolas al mando de La Romana y destacadas en Mansilla que dejen expédito el camino a Astorga. Sir David Baird pasó a la otra orilla del puente de Castrogonzalo para dirigir una retirada ordenada por él. Una vez conseguido el propósito, se dio la orden de destruir todo paso por el río. Es precisamente en este instante del día 27 de noviembre cuando comienzan a producirse actos de pillaje por parte de los soldados británicos. La insubordinación se hace patente cuando los soldados ingleses llegan a Benavente.
A finales de noviembre llega el grueso del ejército francés a orillas del río Esla, y allí uno de los generales franceses, Charles Lefebvre-Desnouettes, en una partida de reconocimiento decide cruzar el río a la altura de Benavente, encontrándose con 3000 jinetes ingleses, que lo hacen prisionero. Los detalles de la captura y su posterior destino son confusos y contradictorios, dependiendo de la descripción de uno u otro bando. Es cierto que los franceses, al percatarse de las maniobras de retirada, redoblaron su marcha intentando aniquilar a las tropas de Moore.